# Erechthias pandani
Erechthias pandani är en fjärilsart som beskrevs av Clarke 1971. Erechthias pandani ingår i släktet Erechthias och familjen äkta malar. Inga underarter finns listade i Catalogue of Life.